# Ayşecan Tatari
Ayşecan Tatari (* 14. März 1989 in Istanbul) ist eine türkische Schauspielerin.

## Leben und Karriere
Ayşecan Tatari wurde am 14. März 1989 in Istanbul geboren. Ihre Mutter ist die türkische Schauspielerin Aliye Uzunatağan. Sie besuchte die İstanbul İtalyan Lisesi. Ihr Debüt gab sie 1992 in dem Film Tatar Ramazan Sürgünde. Danach war sie 2000 in der Serie Evdeki Yabancı zu sehen. 
Von 2002 bis 2003 spielte Tatari in der Fernsehserie Çocuklar Duymasın die Hauptrolle. Ihre nächste Hauptrolle bekam sie in Çocuklar Ne Olacak. Anschließend trat Tatari 2015 in Yılanların Öcü auf. 2017 heiratete sie den türkischen Schauspieler Edip Tepeli.

## Filmografie
Filme
- 1992: Tatar Ramazan Sürgünde

Serien
- 2000: Evdeki Yabancı
- 2002–2003: Çocuklar Duymasın
- 2004–2005: Çocuklar Ne Olacak
- 2015: Yılanların Öcü